# Balbisia peduncularis
Balbisia peduncularis es un género de plantas con flores  descrita por primera vez por John Lindley mientras que David Don le dio el nombre exacto. Balbisia peduncularis pertenece al género Balbisia, y a la familia Vivianiaceae.Se encuentra distribuido por Perú y Chile, especialmente documentada en Antofagasta, el Desierto de Atacama y Coquimbo.

## Descripción
Las flores de B. verticillata, B. weberbaueri y B. peduncularis son prácticamente indistinguibles. Estas especies se definen sobre la base de los caracteres de las hojas y las inflorescencias. Los pétalos son aproximadamente tan grandes como los sépalos.

## Cultivo
El B. peduncularis tiene su período máximo de floración hacia el final de la temporada de lluvias (enter abril y mayo en el sur de Perú), pero continúan floreciendo, más o menos profusamente, durante la mayor parte del año.